# 朱成钢
朱成钢（1958年11月—），上海人，汉族，中华人民共和国政治人物、第十一届全国政协委员。
曾担任上海市静安区副区长。2008年，当选第十一届全国政协委员，代表经济界，分入第三十五组。现任上海市徐汇区副区长。